# Lissa Labiche
Lissa Mary Audrey Labiche (Victoria, 18 febbraio 1993) è un'altista e lunghista seychellese.
Nel 2012 ha vinto nel salto in alto la medaglia d'oro ai Campionati africani e la medaglia d'argento ai Mondiali juniores.

## Record nazionali

### Seniores
- Salto in alto: 1,92 m ( Potchefstroom, 9 maggio 2015)
- Salto in alto indoor: 1,89 m ( Portland, 20 marzo 2016)

## Palmarès
| Anno | Manifestazione               | Sede           | Evento         | Risultato | Prestazione | Note                                     |
| ---- | ---------------------------- | -------------- | -------------- | --------- | ----------- | ---------------------------------------- |
| 2009 | Mondiali allievi             | Bressanone     | Salto in alto  | 20ª (q)   | 1,74 m      | Miglior prestazione personale stagionale |
| 2009 | Campionati africani juniores | Bambous        | Salto in alto  | Oro       | 1,69 m      |                                          |
| 2010 | Campionati africani          | Nairobi        | Salto in alto  | Argento   | 1,70 m      |                                          |
| 2010 | Giochi del Commonwealth      | Delhi          | Salto in alto  | 12ª       | 1,68 m      |                                          |
| 2011 | Campionati africani juniores | Gaborone       | Salto in alto  | Argento   | 1,70 m      |                                          |
| 2011 | Campionati africani juniores | Gaborone       | Eptathlon      | Bronzo    | 4 663 p.    | Miglior prestazione personale            |
| 2011 | Giochi panafricani           | Maputo         | Salto in alto  | Bronzo    | 1,80 m      |                                          |
| 2011 | Giochi panafricani           | Maputo         | Salto in lungo | 9ª        | 5,70 m      |                                          |
| 2012 | Campionati africani          | Porto-Novo     | Salto in alto  | Oro       | 1,86 m      | Record nazionale                         |
| 2012 | Campionati africani          | Porto-Novo     | Salto in lungo | Finale    | nm          |                                          |
| 2012 | Mondiali juniores            | Barcellona     | Salto in alto  | Argento   | 1,88 m      | Record nazionale                         |
| 2012 | Giochi olimpici              | Londra         | Salto in alto  | 20ª (q)   | 1,85 m      |                                          |
| 2014 | Giochi del Commonwealth      | Glasgow        | Salto in alto  | 18ª (q)   | 1,71 m      |                                          |
| 2015 | Mondiali                     | Pechino        | Salto in alto  | 21ª (q)   | 1,89 m      |                                          |
| 2015 | Giochi panafricani           | Brazzaville    | Salto in alto  | Oro       | 1,91 m      |                                          |
| 2015 | Giochi panafricani           | Brazzaville    | Salto in lungo | Bronzo    | 6,25 m      | Miglior prestazione personale stagionale |
| 2016 | Mondiali indoor              | Portland       | Salto in alto  | 10ª       | 1,89 m      | Record nazionale                         |
| 2016 | Campionati africani          | Durban         | Salto in alto  | Oro       | 1,85 m      |                                          |
| 2016 | Giochi olimpici              | Rio de Janeiro | Salto in alto  | 29ª (q)   | 1,85 m      |                                          |
| 2017 | Giochi della Francofonia     | Abidjan        | Salto in alto  | Oro       | 1,91 m      |                                          |